# Municipio de Rafael Lara Grajales
El municipio de Rafael Lara Grajales es uno de los 217 municipios que conforman al estado mexicano de Puebla. La demarcación fue nombrada en honor al general revolucionario Rafael Lara Grajales, oriundo del municipio. Su cabecera es la Ciudad de Rafael Lara Grajales.

## Historia

### Prehispánica
Se han encontrado entre los sembradios vasijas y figuras ornamentales de barro (que los pobladores han destruido)por lo que se presumen asentamientos prehispánicos, hubo asentamientos humanos de grupos nahuas, en el siglo XV fueron sometidos por la triple alianza , se le conocía como Xalistlahuacan (del Nahuatl "Lugar llano y arenoso"). No existe certeza de un asentamiento como tal aunque es probable que haya servido como lugar de paso para los pochtecatl mexicas, en sus viajes hacia el este.

### SigloXIX
Es a partir de las postrimetrías del siglo XIX con la construcción de la línea de Ferrocarril Mexicano (México - Veracruz) cuando se establece una estación llamada San Marcos, (Por la cercanía que existía con la antigua Hacienda de San Marcos), que se establece un asentamiento importante a consecuencia del inicio de las operaciones del ferrocarril, comienza la llegada de los primeros pobladores, aparte de los que ya existían en la Hacienda, estos empiezan a habitar las primeras casas que fueron construidas. Años después sería construida una línea más que comunicaría la Ciudad de Puebla con la Ciudad de Xalapa, Veracruz, con lo que se fundaría un pueblo llamado inicialmente San Marcos.

### Revolución mexicana
Durante el lapso de la Revolución Mexicana debido a su ubicación estratégica sirve de paso a los ejércitos Revolucionarios por la facilidad que existía de transporte de tropas y suministros a través de los ramales ferroviarios que existían en el lugar.

### Establecimiento como municipio
El 24 de marzo de 1922 fue fundada formalmente la localidad de San Marcos, que posteriormente fue rebautizada como Villa Central. El 11 de septiembre de 1936 la demarcación se establece como municipio libre, adoptando el nombre de Rafael Lara Grajales en honor al general revolucionario y diputado, oriundo de la región y asesinado en 1933. La localidad de Villa Central fue establecida como cabecera municipal y renombrada en tributo al mismo personaje.

## Geografía
El municipio abarca 4.10 km² y se encuentra a una altitud promedio de 2380 m s. n. m., oscilando entre 2300 m s. n. m. en la mínima y 2500 m s. n. m. como máxima. Se encuentra por completo dentro de la subprovincia de los lagos y volcanes de Anáhuac, parte de la provincia del Eje Neovolcánico. Hidrográficamente la demarcación se encuentra en la subcuenca del lago Totolzingo, parte de la cuenca del río Atoyac, en la región hidrológica del río Balsas.
Rafael Lara Grajales se encuentra dividida en dos regiones, separadas por los municipios de San José Chiapa y Nopalucan, con los que colinda.
El clima del municipio es templado suhbúmedo con lluvias en verano. El rango de temperatura promedio es de 14 a 16 grados celcius y el rango de precipitación media anual es de 500 a 700 mm.

## Demografía
De acuerdo al último censo, realizado por el INEGI en 2010, en el municipio hay una población de 14 052 habitantes.

### Localidades
En el municipio existen dos localidades, de las cuales la más poblada es la cabecera, Rafael Lara Grajales.
| Código INEGI | Localidad                      | Población (2010) | Altitud (m s. n. m.) | Categoría |
| ------------ | ------------------------------ | ---------------- | -------------------- | --------- |
| 211170001    | Ciudad de Rafael Lara Grajales | 10 054           | 2382                 | Ciudad    |
| 211170003    | Máximo Serdán                  | 3998             | 2387                 | Pueblo    |

## Comunicaciones
El municipio está comunicado con la Ciudad de Puebla por la carretera federal N° 129 que comunica también el municipio con las ciudades de Libres, Teziutlán y entronca con la autopista México - Veracruz. Existen también caminos estatales y brechas que comunican al municipio con las comunidades de Máximo Serdan, Nopalucan Cabecera del Municipio del mismo nombre, Santa Maria Ixtiyucan y Cuapiaxtla y Huamantla en el Estado de Tlaxcala. Antiguamente estuvo comunicado con las ciudades de Puebla, México, Xalapa y Veracruz por vía férrea pero actualmente estas se encuentran concesionada y solo sirven para el transporte de mercancías pesadas entre estos destinos.[cita requerida]

## Feria de San Marcos
La principal festividad en el municipio es la Feria de San Marcos, la cual es celebrada anualmente del 24 de abril al 3 de mayo. Para el evento se escoge una reina el 18 de abril entre cinco candidatas. La Reina será la encargada de realizar la apertura de la feria. Dentro de sus eventos se encuentran bailes, presentaciones musicales y desfiles.

## Gobierno
El ayuntamiento está compuesto por seis regidores de mayoría relativa, dos regidores de representación proporcional, un síndico y un presidente municipal, puesto que ostenta Horacio Castillo Lopéz 2024-2027